# Mastixis responsalis
Mastixis responsalis là một loài bướm đêm trong họ Noctuidae.